# Bridges to Babylon
Bridges to Babylon je studiové album britské rockové skupiny The Rolling Stones. Jeho nahrávání probíhalo od března do července 1997 v Los Angeles a vyšlo v září téhož roku u vydavatelství Virgin Records. V roce 2009 album vyšlo v reedici u Universal Music.

## Seznam skladeb
| Pořadí | Název                     | Autor                                 | Délka |
| ------ | ------------------------- | ------------------------------------- | ----- |
| 1.     | Flip the Switch           | Jagger, Richards                      | 3:28  |
| 2.     | Anybody Seen My Baby?     | Jagger, Richards, k.d. Lang, Ben Mink | 4:31  |
| 3.     | Low Down                  | Jagger, Richards                      | 4:26  |
| 4.     | Already Over Me           | Jagger, Richards                      | 5:24  |
| 5.     | Gunface                   | Jagger, Richards                      | 5:02  |
| 6.     | You Don't Have to Mean It | Jagger, Richards                      | 3:44  |
| 7.     | Out of Control            | Jagger, Richards                      | 4:43  |
| 8.     | Saint of Me               | Jagger, Richards                      | 5:14  |
| 9.     | Might as Well Get Juiced  | Jagger, Richards                      | 5:23  |
| 10.    | Always Suffering          | Jagger, Richards                      | 4:43  |
| 11.    | Too Tight                 | Jagger, Richards                      | 3:33  |
| 12.    | Thief in the Night        | Jagger, Richards, Pierre de Beauport  | 5:15  |
| 13.    | How Can I Stop            | Jagger, Richards                      | 6:53  |

## Obsazení
The Rolling Stones
- Mick Jagger – zpěv, doprovodný zpěv, kytara, klávesy, harmonika
- Keith Richards – kytara, zpěv, doprovodný zpěv, klavír
- Ronnie Wood – kytara, slide guitar, pedálová steel kytara, dobro
- Charlie Watts – bicí, doprovodný zpěv

Ostatní hudebníci
- Darryl Jones – baskytara
- Kenny Aronoff – bucket
- Blondie Chaplin – doprovodný zpěv, tamburína, klavír, baskytara, perkuse, shaker, maracas
- Matt Clifford – klavír, varhany
- Pierre de Beauport – klavír, šestistrunná baskytara
- Bernard Fowler – doprovodný zpěv
- Jim Keltner – perkuse, shaker
- Darrell Leonard – trubka
- Biz Markie – rap
- Jamie Muhoberac – klávesy, baskytara
- Me'Shell Ndegeocello – baskytara
- Billy Preston – varhany
- Danny Saber – baskytara, elektrická kytara, clavinet, klávesy
- Jeff Sarli – baskytara
- Wayne Shorter – saxofon
- Joe Sublett – saxofon
- Benmont Tench – varhany, klavír, klávesy
- Waddy Wachtel – elektrická kytara, akustická kytara, doprovodný zpěv
- Don Was – klávesy, klavír, baskytara
- Doug Wimbish – baskytara, doprovodný zpěv